# 江文中
江文中（15世紀—16世紀），字克時，號雙溪，南直隸寧國府旌德縣金鰲里人，明朝政治人物。

## 生平
江文中性格剛直清廉，是正德八年（1513年）癸酉科應天鄉試第八十名舉人，授順天府推官，執法公正無私，不避權貴，當時有大獄未能判決，他持正舉劾，遭權貴排擠謫濱州知州，此後他依然忤逆當權者，於是在考課京官後再謫湖廣按察司經歷，而順天撫按保舉文中則有「在京兆任讞獄平允，豪勢歛迹，有廉幹才，不可廢置閒散」，吏部尚書許讚打算陞擢他，他卻因病去世，著有《雙溪文集》三卷、《為政撮要》二卷。

## 引用
1. 1 2  民國《旌德縣志·卷十八·人物》：江文中，字克時，號雙溪，溥之子也，正德癸酉舉人，嚴氣正性清德如父，初任順天府推官，執法無私不避權貴，時有大獄讞奏不決，文中持正舉劾，為當事所擠，左遷山東濱州知州，猶忤當事意，復以考課京職再謫湖廣按察司經厯，時順天撫按保舉文中「在京兆任讞獄平允，豪勢歛迹，有廉幹才，不可廢置閒散。」吏部尚書許讚擬陞擢，會以疾卒，所著有《雙溪文集》三卷、《為政撮要》二卷。